# Alba (Italie)
Pour les articles homonymes, voir Alba.
Alba (en français Albe) est une ville d'environ 31 000 habitants, située dans la province de Coni dans le Piémont en Italie.
Elle est considérée comme la capitale de la zone de collines des Langhe, et est célèbre pour la truffe blanche, la pêche et la production de vin.

## Toponymie
L'étymologie fait ici  appel au pré-celtique alp- qui a donné le celtique alba au sens de « colline, forteresse, ville ».

## Histoire
Les origines d'Alba datent d'avant la civilisation romaine, probablement liée à la présence des Celtes et des tribus ligures dans la région.
La ville est sur le site de l'antique Alba Pompeia, probablement fondée par le consul romain Gnaeus Pompeius Strabo en faisant construire une route d'Aquae Statiellae (Acqui Terme), ville des Statiellates, à Augusta Taurinorum (Turin). Alba a été le berceau de Publius Helvius Pertinax, empereur romain au règne le plus court.
Après la chute de l'Empire romain d'Occident, la ville a été maintes fois mise à sac par les Burgondes, les Lombards et Francs. Au XIe siècle, elle devient une commune libre (ou une ville-État) et a été membre de la Ligue lombarde. Montferrat et les Visconti se disputaient la ville, plus tard, elle devient une possession de la maison de Gonzague. Charles-Emmanuel Ier de Savoie l'a conquise deux fois, tandis que plus tard la France et l'Espagne ont lutté pour sa possession. La guerre de Succession de Mantoue a attribué la ville définitivement à la maison de Savoie.
À la faveur de la première campagne d’Italie durant les guerres de la Révolution, les Français commandés par Napoléon Bonaparte, instaurent une République d'Alba le 25 avril 1796, l'une des nombreuses « républiques sœurs ». L'aventure française fit quelques morts, profanations d'œuvres d'art et de bâtiments historiques. On demanda à la ville de contribuer 123 000 lires aux dépenses militaires ; chiffre disproportionné, pour les finances de la ville, pour lequel Alba a envoyé deux ambassadeurs pour discuter de la provision, mais un a été abattu. Ces ordonnances de participation aux frais d'entretien de l'armée française, conjuguées aux pillages d'œuvres d'art, aux violences physiques contre la population et à l'instauration du service militaire obligatoire, exaspéra la population et incita de nombreux habitants d'Alba à abandonner la ville et à rejoindre les formations des insurgés, appelés barbets, qui tentaient de contrer les abus commis par l'armée française. Alba fut plus tard annexée par la France, le 19 avril 1801.
La première édition officielle de la foire de la truffe, proposée l'année antérieure par l'entrepreneur Giacomo Morra, fut en 1929.
Alba a remporté une médaille d'or de la vaillance militaire, pour l'activité héroïque de ses citoyens dans le mouvement de résistance italien au cours de la Seconde Guerre mondiale. En octobre 1944, la ville fut libérée par les partisans qui ont établi la République d'Alba, la première des « républiques partisanes » qui se sont constituées lors de la libération de l'Italie, qui, pour 23 jours, a pu maintenir son indépendance de la République fasciste de Salò.

## Lieux et monuments
De la ville romaine, qui avait une forme polygonale, des parties de la porte fortifiée et les vestiges de quelques édifices de marbre et de mosaïques sont encore visibles. Les monuments principaux de la ville actuelle sont :
- le Palazzo Comunale (XIIIe siècle, abritant une Nativité de Macrino d'Alba de 1501) et le palais de l'évêque ;
- quelques tours des XIVe et XVe siècles : Alba était autrefois connue comme la « Ville aux cent tours » ;
- la cathédrale romane San Lorenzo (Dôme), construite au XIIe siècle, probablement sur des édifices sacrés de l'époque romaine. Elle a été restructurée au XVe siècle, par Mgr Andrea Novelli.

L'aspect actuel est celui de la restauration controversée du XIXe siècle, dont les trois portails et la crypte proviennent de l'édifice original. L'église est bien connue pour son chœur en bois sculpté réalisé en 1512 par Bernardino Fossati. Le clocher actuel, du XIIe siècle, comprend entièrement le clocher d'origine.
- L'église gothique San Domenico (XIIIe et XIVe siècles), l'église la plus remarquable de la ville. On y trouve un portail avec une triple voûte dans un arc brisé, une abside polygonale et des traces de fresques de la Renaissance. Pendant les guerres napoléoniennes, elle fut utilisée comme étable, et a été rétablie dans sa fonction religieuse le 22 juin 1827.
- L'église baroque Saint-Jean-Baptiste, qui abrite une Madone des Grâces (1377) par Barnaba da Modena, et une Vierge avec les saints (1508) de Macrino d'Alba.

Les musées de la ville comprennent le Musée Municipal d'Archéologie et de Sciences Naturelles.

## Économie
Le groupe agro-alimentaire Ferrero est basé à Alba ainsi que la société de revêtements Mondo, fournisseur des Jeux olympiques et des Championnats du monde d'athlétisme.

## Fêtes et foires
La ville d'Alba est renommée dans le domaine de la gastronomie, notamment grâce à la Fiera del Tartufo (foire de la truffe), foire d'ampleur internationale attirant des milliers de visiteurs chaque année durant le mois d'octobre. Cette foire a pour principal objet la truffe blanche (« tartufo bianco »), connue pour être une des denrées alimentaires les plus chères au monde. La truffe blanche pousse dans la région d'Alba d'où la localisation de la foire.
Cette foire est aussi le théâtre de nombreuses animations culturelles telles que le Palio d'Alba, course d'ânes dans les rues de la ville parodiant le Palio d'Asti, une course de chevaux ayant lieu dans la ville voisine.
L'autre fête marquante est le « Alba Music Festival ». Basé sur un échange culturel entre les États-Unis, la Chine et l'Italie, ce festival s'est construit sous la direction artistique du flûtiste Giuseppe Nova. Ce festival se déroule en général en juin avec un épilogue en août.

## Administration
| Période                                  | Période | Identité | Étiquette    | Qualité |
| ---------------------------------------- | ------- | -------- | ------------ | ------- |
| Les données manquantes sont à compléter. |         |          |              |         |
| mai 2019                                 | 2024    | Carlo Bo | Forza Italia |         |

### Hameaux
Gallo, Mussotto, Scaparone, San Cassiano, Santa Rosalia, Biglini, Madonna di Como, San Rocco Seno d'Elvio, San Rocco Cherasca, Altavilla

### Communes limitrophes
Barbaresco, Benevello, Borgomale, Castiglione Falletto, Corneliano d'Alba, Diano d'Alba, Grinzane Cavour, Guarene, La Morra, Monticello d'Alba, Piobesi d'Alba, Roddi, Serralunga d'Alba, Serravalle Langhe, Treiso, Trezzo Tinella

### Évolution démographique

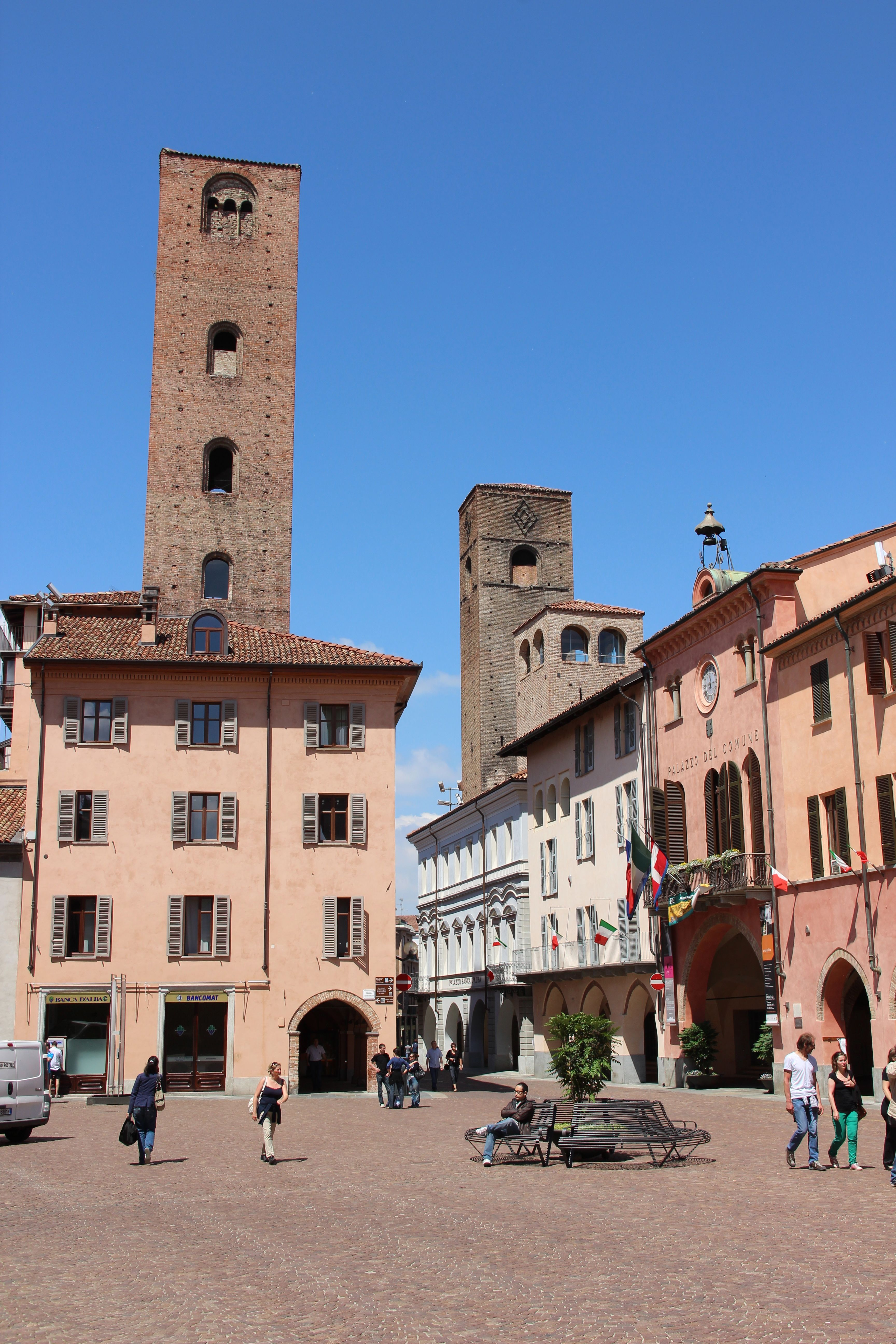
Les tours autour de la place centrale.

Habitants recensés

## Personnalités

### Personnalités nées à Alba
- Pertinax (126-193), empereur romain
- Macrino d'Alba, (env. 1460–env. 1510) peintre du XVe siècle.
- Gherardo Borgogni (1526-1608), poète
- Michele Coppino (1822-1901), homme politique
- Roberto Longhi (1890–1970), historien de l'art
- Pietro Ferrero (1898–1949), entrepreneur, fondateur de Ferrero
- Giuseppe Pinot-Gallizio (1902-1964), peintre
- Giuseppe Girotti (1905-1945), prêtre, résistant
- Giuseppe Fenoglio (1922–1963), écrivain

## Jumelages
La ville d'Alba est jumelée avec :
- Arlon (Belgique) depuis le 1er mars 2004
- Beausoleil (France) depuis 1995
- Banská Bystrica (Slovaquie) depuis 1969
- Medford (États-Unis) depuis le 16 mai 1960
- Böblingen (Allemagne) depuis 1974
- Sant Cugat del Vallès (Espagne) depuis le 7 février 2007

## Galerie

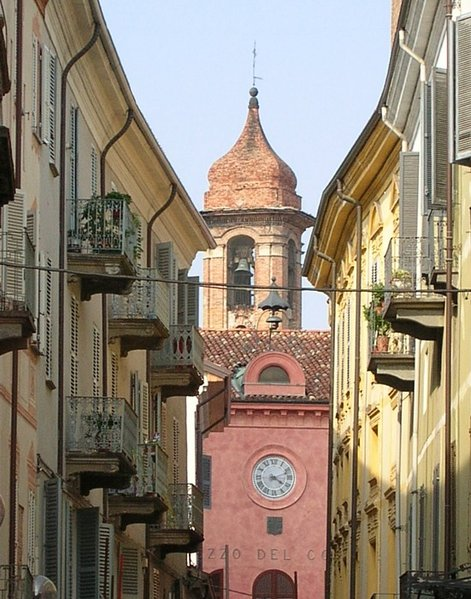
Via Vittorio Emanuele.
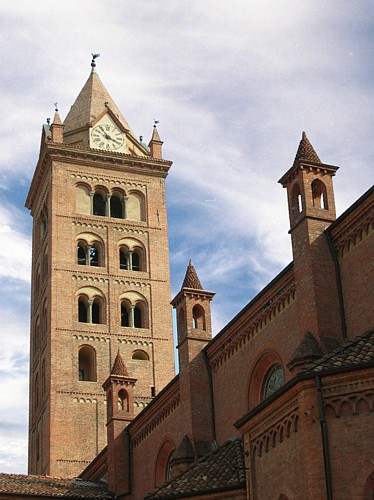
Le campanile.
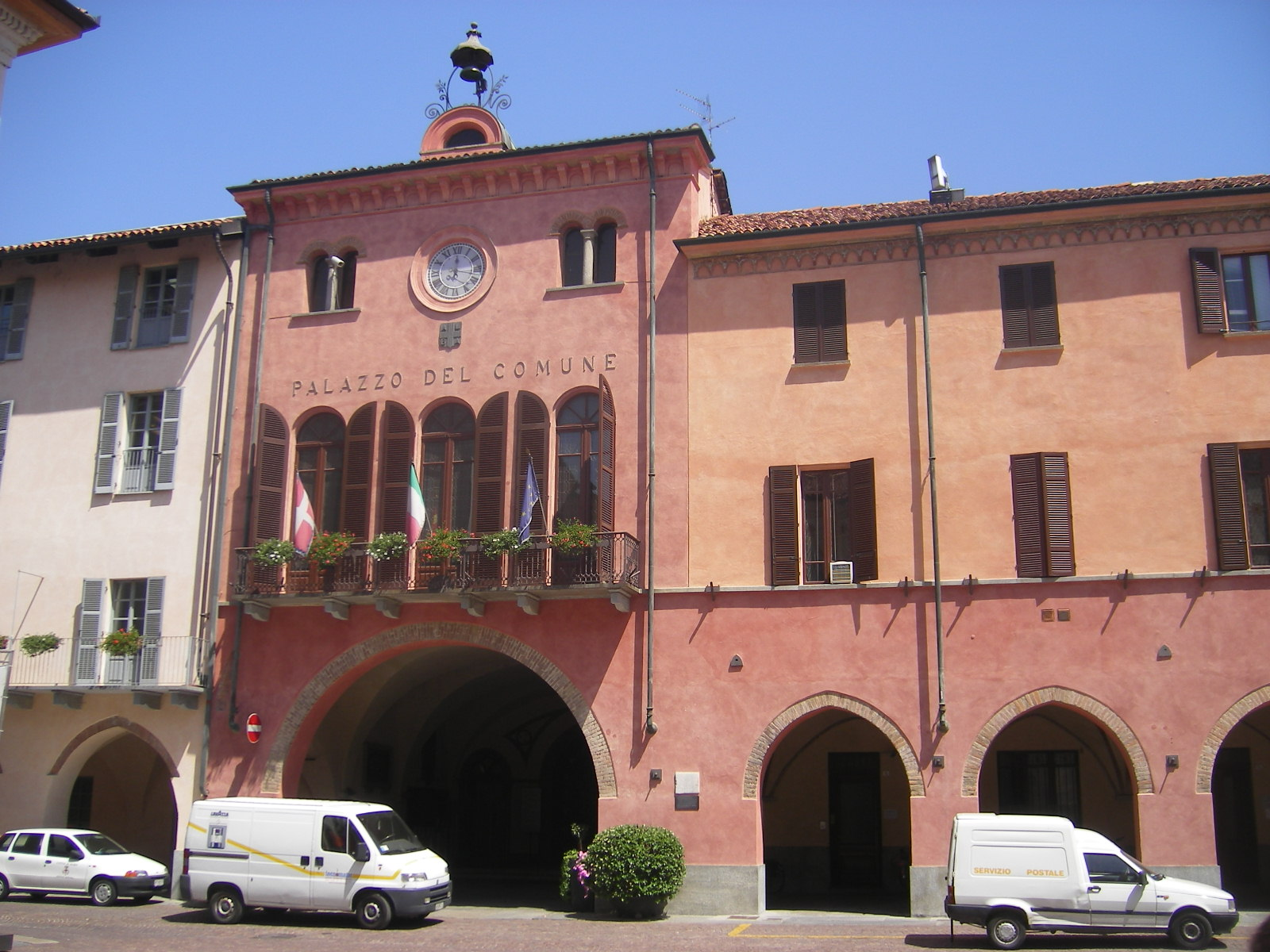
Le palazzo Comunale.
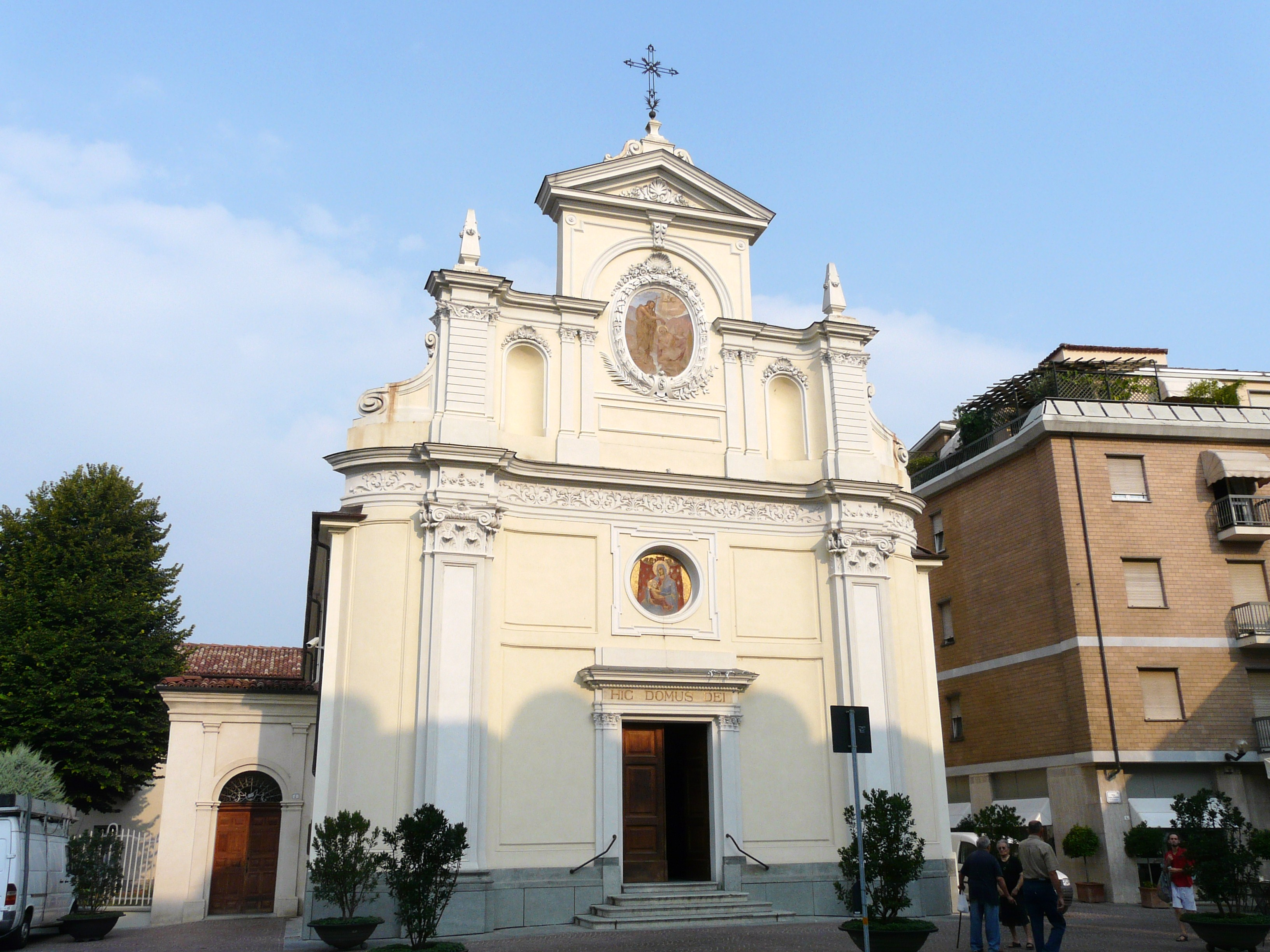
L'église Saint-Jean-Baptiste.
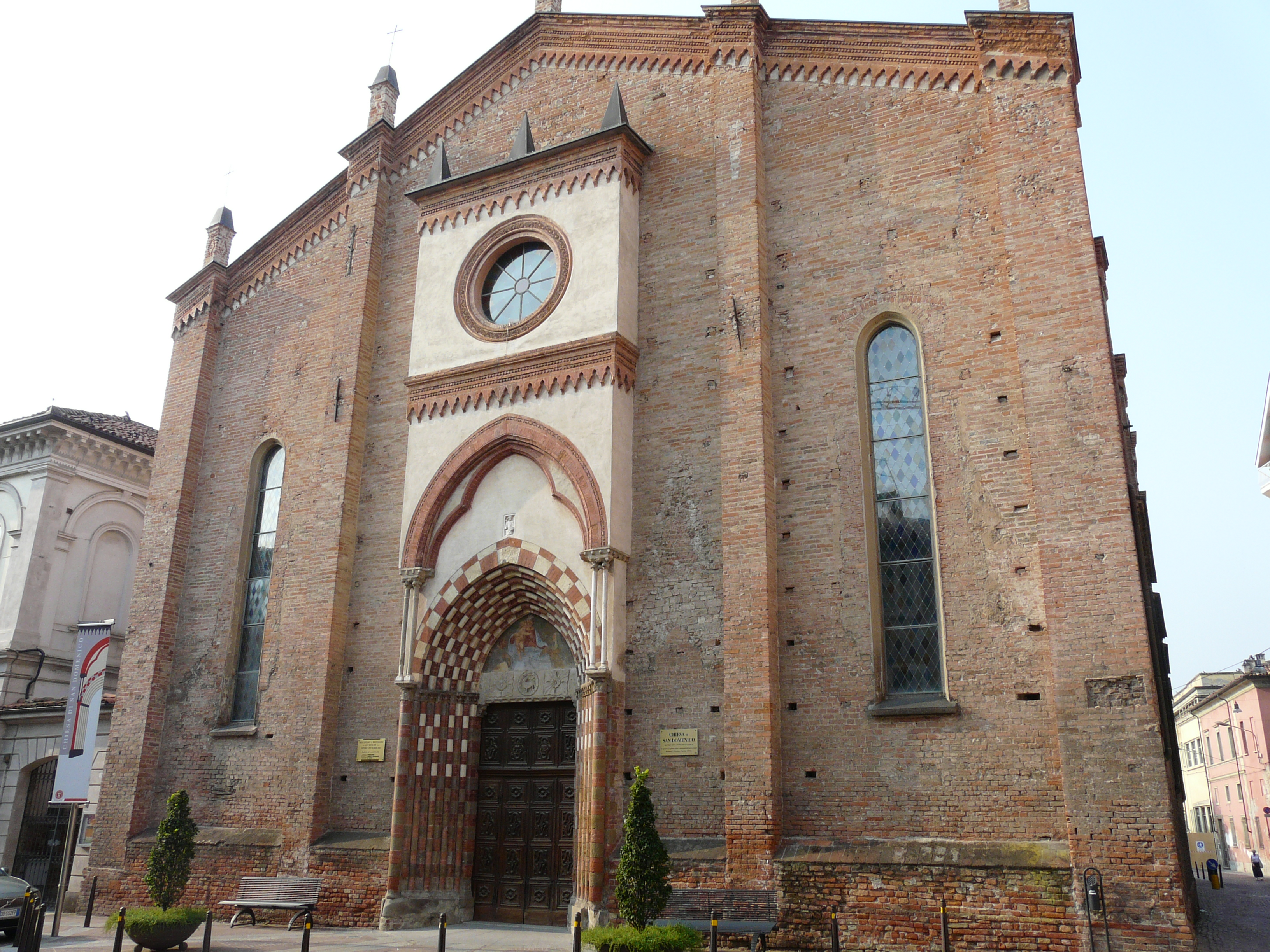
L'église Saint-Dominique.
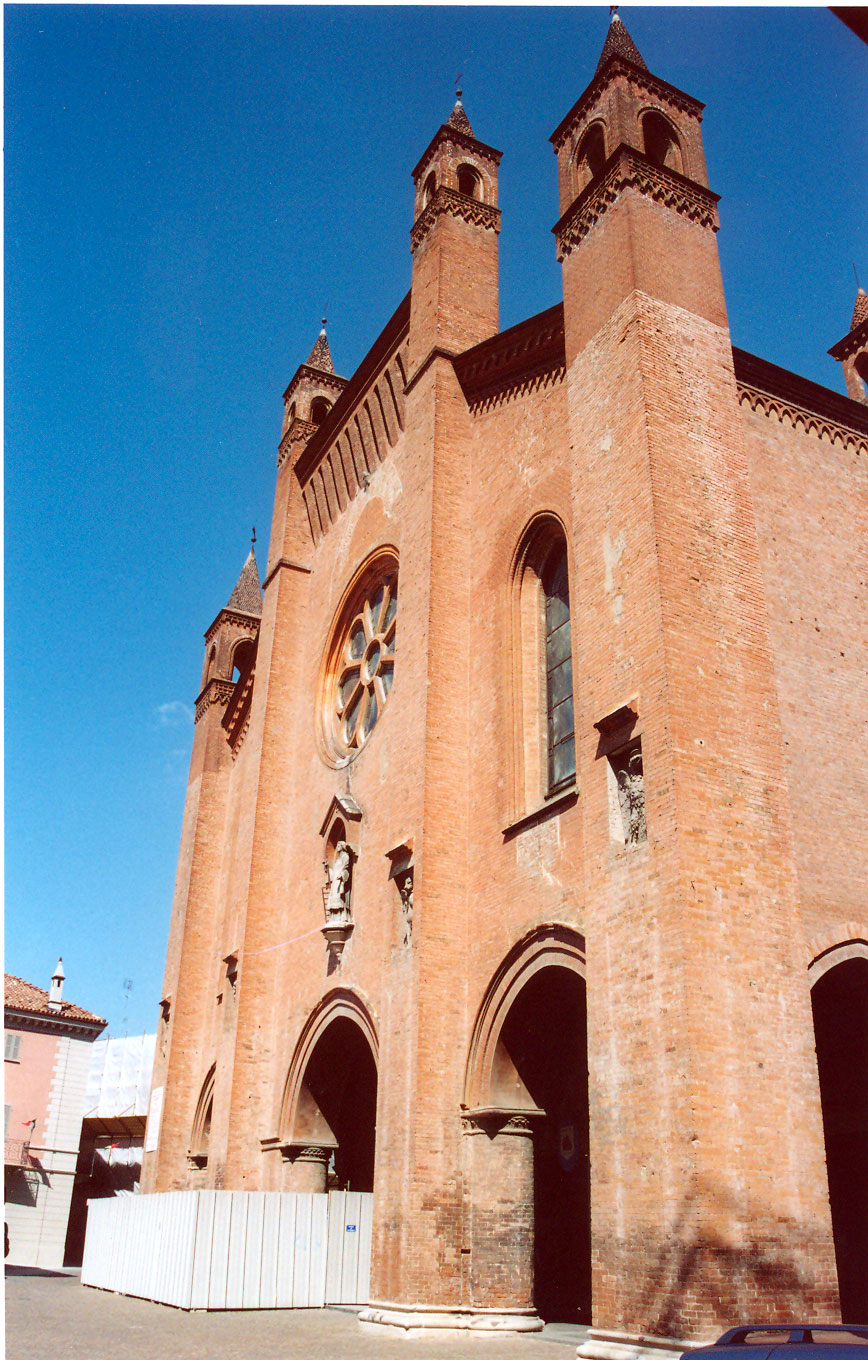
La façade du Duomo.